# Beltershausen-Frauenberg
Beltershausen-Frauenberg ist ein Ortsteil der Gemeinde Ebsdorfergrund im mittelhessischen Landkreis Marburg-Biedenkopf. Beltershausen ist der Hauptort des Ortsteils. Er bildet zusammen mit dem Weiler Frauenberg, der sich 2 km westlich, am Fuße des Frauenberges befindet, sowie der Burgruine Frauenberg den Ortsteil Beltershausen-Frauenberg, der der Gemarkung der ehemaligen Gemeinde Beltershausen entspricht. Auch der etwa 2 km nordöstlich noch in der Gemarkung Beltershausen gelegene Wohnplatz Hof Capelle, wo im Jahre 1233 Konrad von Marburg ermordet wurde und wo der Deutsche Orden spätestens seit 1358 ein Wirtschaftsgut unterhielt, ist heute Teil von Beltershausen-Frauenberg.

## Geographie

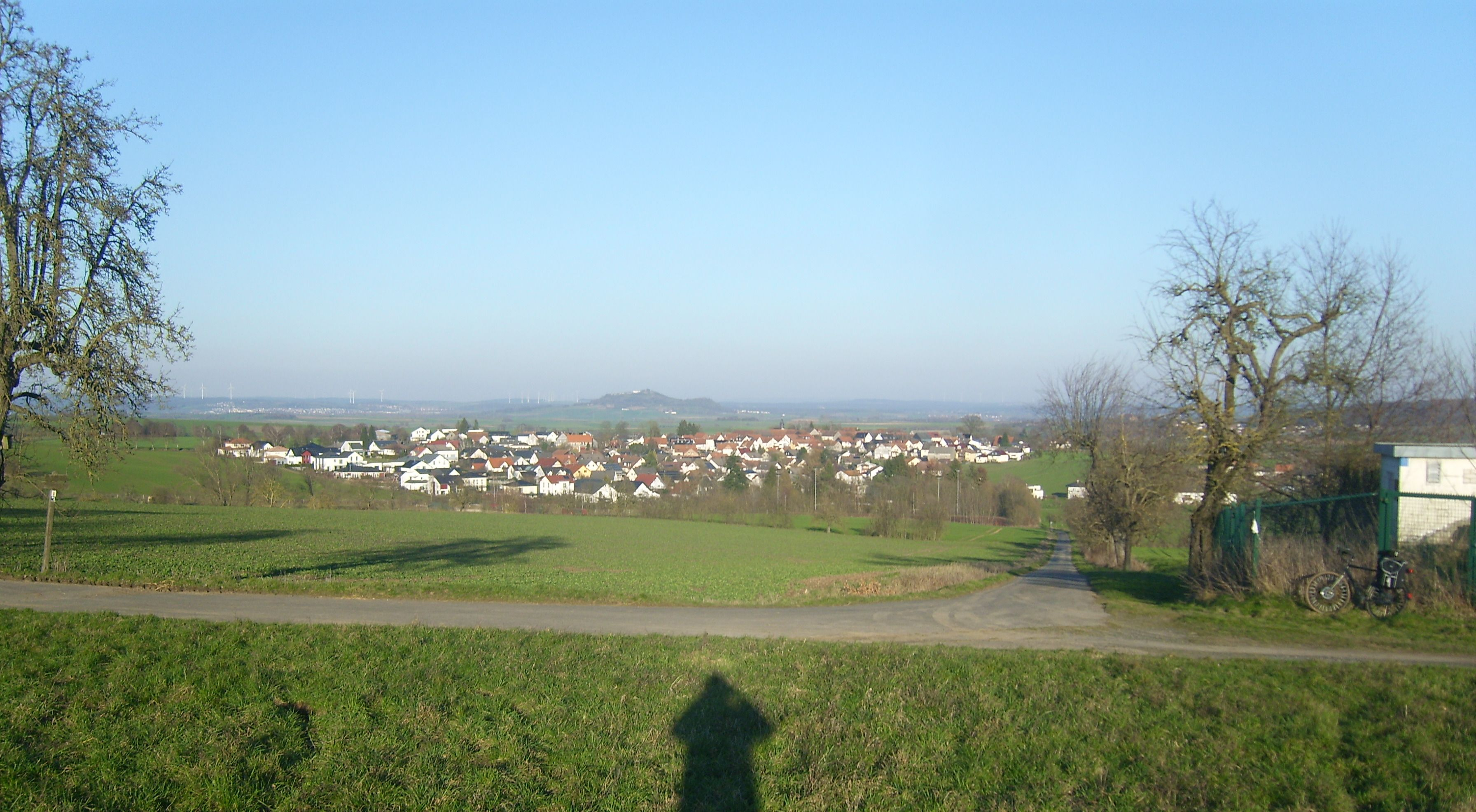
Beltershausen und, dahinter, die Amöneburg (365 m) vom Rand der Balderscheid (aus etwa) aus.
Rechts der Balderscheidweg zum Stadion, von diesem nach links abgehend Am langen Rasen, von diesem am Dorfrand nach links oben abgehend die Sophie-von-Brabant-Straße, von deren oberen Ende nach links die K 41 Richtung Frauenberg.
Unmittelbar vor der Amöneburg die Linden und Eschen am Sinnesgarten, rechts des Kegels die Bartholomäuskirche und ganz rechts die alten Eichen am Ostteil der Lindenstraße.

Das Kerndorf Beltershausen liegt in 240 bis 263 m ü. NHN auf einer Randterrasse des Amöneburger Beckens, nah der Bartholomäuskirche liegt ein sanfter Hügel (um 257 m). Während zu den Nachbardörfern Steigungen (Moischt, Frauenberg) oder Gefälle (Bortshausen, Ebsdorf, Heskem, Wittelsberg) von über 5 % überwunden werden müssen, ist das Dorf vergleichsweise eben. Steilste Straße im Dorf ist die westlich randliche, im Jahr 2023 noch recht junge und zum randlich höchsten Punkt des Dorfes führende Sophie-von-Brabant-Straße, die auf 260 m Strecke eine konstante Steigung von etwa 4,5 % aufweist, sowie die östlich parallele Auf der Grube. Die K 41 in Richtung Frauenberg (im Dorf: Frauenbergstraße) steigt jenseits der Dorfbebauung bis zum Weiler Frauenberg um durchschnittlich 5,5 % an, die Marburger Straße weist östlich der Dorfbebauung ein Gefälle bis über 7 % auf, die ehemalige Marburger Straße in Richtung Moischt kommt zwischen der Unterführung unter die Landesstraße und Hof Capelle auf 7 %, bis zur Kreisstraße noch auf etwa 5 % – lediglich die jüngere Verbindung nach Marburg(-Cappel) über den Zubringer Am Pfingstgraben und die L 3125 bleibt bis zur Kammlinie der Lahnberge knapp unter 5 %, übersteigt abwärts in Richtung Cappel dann jedoch knapp diese Marke.
Beltershausen verfügte historisch über keine permanenten Wasserquellen. Der Pfingstgraben, über den die Landesstraße vom Zubringer Am Pfingstgraben bis zum Hof Capelle verläuft, liegt merklich unterhalb des Dorfes und führt nicht ganzjährig Wasser. Der Galgengraben, dessen Basis am südlichen Dorfrand (Straße Am Balderscheid mit niedrigstem bebauten Punkt des Dorfes) liegt, führt gar nur in Regenzeiten Wasser. Beide Gräben entwässern über den Wittelsberger Bach zur Zwester Ohm.
Der gut 1 km westnordwestlich des Kerndorfes gelegene Weiler Frauenberg teilt sich auf in den oberen, auf 314 m bis 327 m bebauten Teilweiler südlich der Kreisstraße (hier: Cappeler Straße), der am unteren Hotel 318 m erreicht, und den unteren Weiler nördlich der Kreisstraße, der auf 304 m bis 308 m kommt und durch Waldwege mit der Moischter Straße in Cappel verbunden ist. Beide sind, neben der Cappeler Straße, durch den bis 7 % Steigung erreichenden Heynweg (im oberen Weiler: Zu den Höfen) verbunden, der Teil des äußeren Ringes um den Frauenberg ist. Separat davon steht das obere Hotel auf etwa 350 m.
Der Wohnplatz Hof Cappelle liegt, je gut 1 km nordnordwestlich des Kerndorfes und nordnordöstlich des Weilers, auf 265 m bis 270 m am Osthang der Lahnberge und im Norden des Gemeindegebiets.

## Geschichte

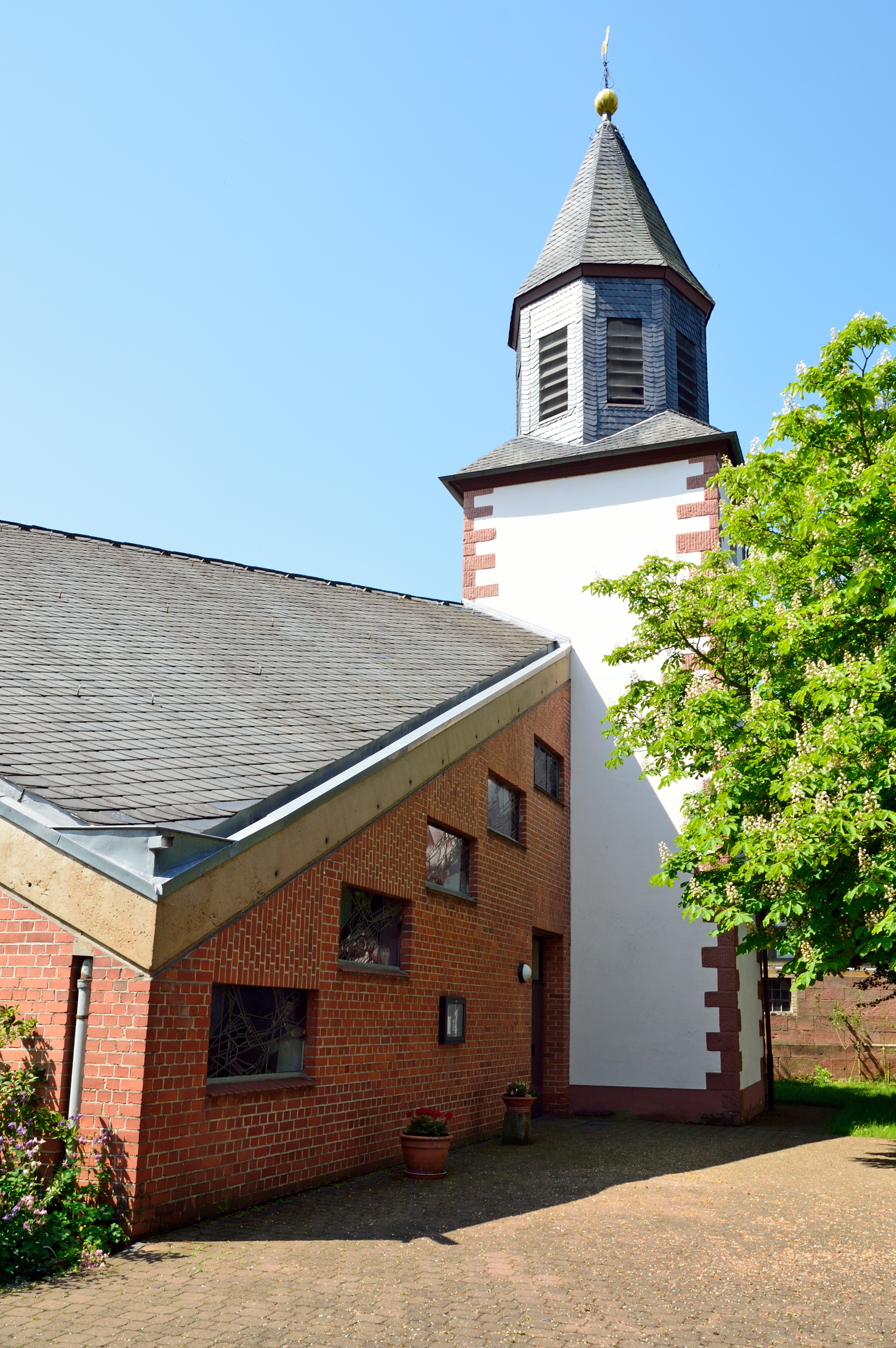
Kirche

### Ortsgeschichte
Die älteste bekannte schriftliche Erwähnung von Beltershausen erfolgte unter dem Namen Beltershusun um das Jahr 1130, was so viel wie „Haus der Balder“ bedeutet. Sie Siedlung Frauenberg entstand aus einem unterhalb der Burg gelegenen Hofgut und einer Hugenotten-Kolonie die ab 1688 hier entstand. Die nächste bekannte Erwähnung erfolgte um das Jahr 1151 als „Belterhusin“. In der Urkunde wird berichtet, dass Menschen aus Belterhusin eine Kirche errichteten und sie dem heiligen Bartholomäus weihten. Der Erzbischof von Mainz erteilte den Segen. In einer 25 Jahre langen Auseinandersetzung erreichte Beltershausen im Mittelalter die Heraustrennung der Gemeinde aus der Pfarrei Ebsdorf mithilfe des Propstes von St. Stephan in Mainz.
Hessische Gebietsreform (1970–1977)
Zum 1. Juli 1974 wurden im Zuge der Gebietsreform in Hessen die bis dahin selbständigen Gemeinden Ebsdorfergrund, Beltershausen, Ebsdorf, Hachborn, Ilschhausen, Leidenhofen und Rauischholzhausen kraft Landesgesetz zur neuen Großgemeinde Ebsdorfergrund zusammengeschlossen. Für alle ehemals eigenständigen Gemeinden von Ebsdorfergrund wurden Ortsbezirke gebildet.

### Verwaltungsgeschichte im Überblick
Die folgende Liste zeigt die Staaten und Verwaltungseinheiten, denen Beltershausen angehört(e):
- vor 1567: Heiliges Römisches Reich, Landgrafschaft Hessen, Gericht Frauenberg (Gericht Frauenberg bestand aus den Orten: Wittelsberg als Gerichtsort, Beltershausen, Bortshausen und Moischt)[8]
- ab 1567: Heiliges Römisches Reich, Landgrafschaft Hessen-Marburg, Amt Marburg[9]
- 1604–1648: Heiliges Römisches Reich, strittig zwischen Landgrafschaft Hessen-Darmstadt und Landgrafschaft Hessen-Kassel (Hessenkrieg), Amt Marburg
- ab 1648: Heiliges Römisches Reich, Landgrafschaft Hessen-Kassel, Amt Marburg
- 1786: Heiliges Römisches Reich, Landgrafschaft Hessen-Kassel, Amt Kirchhain
- ab 1806: Landgrafschaft Hessen-Kassel, Amt Kirchhain
- 1807–1813: Königreich Westphalen, Departement der Werra, Distrikt Marburg, Kanton Amöneburg
- ab 1815: Kurfürstentum Hessen, Amt Kirchhain[10]
- ab 1821: Kurfürstentum Hessen, Provinz Oberhessen, Kreis Marburg[11][Anm. 2]
- ab 1848: Kurfürstentum Hessen, Bezirk Marburg
- ab 1851: Kurfürstentum Hessen, Provinz Oberhessen, Kreis Marburg
- ab 1867: Königreich Preußen, Provinz Hessen-Nassau, Regierungsbezirk Kassel, Kreis Marburg
- ab 1871: Deutsches Reich, Königreich Preußen, Provinz Hessen-Nassau, Regierungsbezirk Kassel, Kreis Marburg
- ab 1918: Deutsches Reich, Freistaat Preußen, Provinz Hessen-Nassau, Regierungsbezirk Kassel, Kreis Marburg
- ab 1944: Deutsches Reich, Freistaat Preußen, Provinz Kurhessen, Landkreis Marburg
- ab 1945: Amerikanische Besatzungszone, Groß-Hessen, Regierungsbezirk Kassel, Landkreis Marburg
- ab 1946: Amerikanische Besatzungszone, Hessen, Regierungsbezirk Kassel, Landkreis Marburg
- ab 1949: Bundesrepublik Deutschland, Hessen, Regierungsbezirk Kassel, Landkreis Marburg
- ab 1974: Bundesrepublik Deutschland, Land Hessen, Regierungsbezirk Kassel, Landkreis Marburg-Biedenkopf, Gemeinde Ebsdorfergrund[Anm. 3]
- ab 1981: Bundesrepublik Deutschland, Land Hessen, Regierungsbezirk Gießen, Landkreis Marburg-Biedenkopf, Gemeinde Ebsdorfergrund

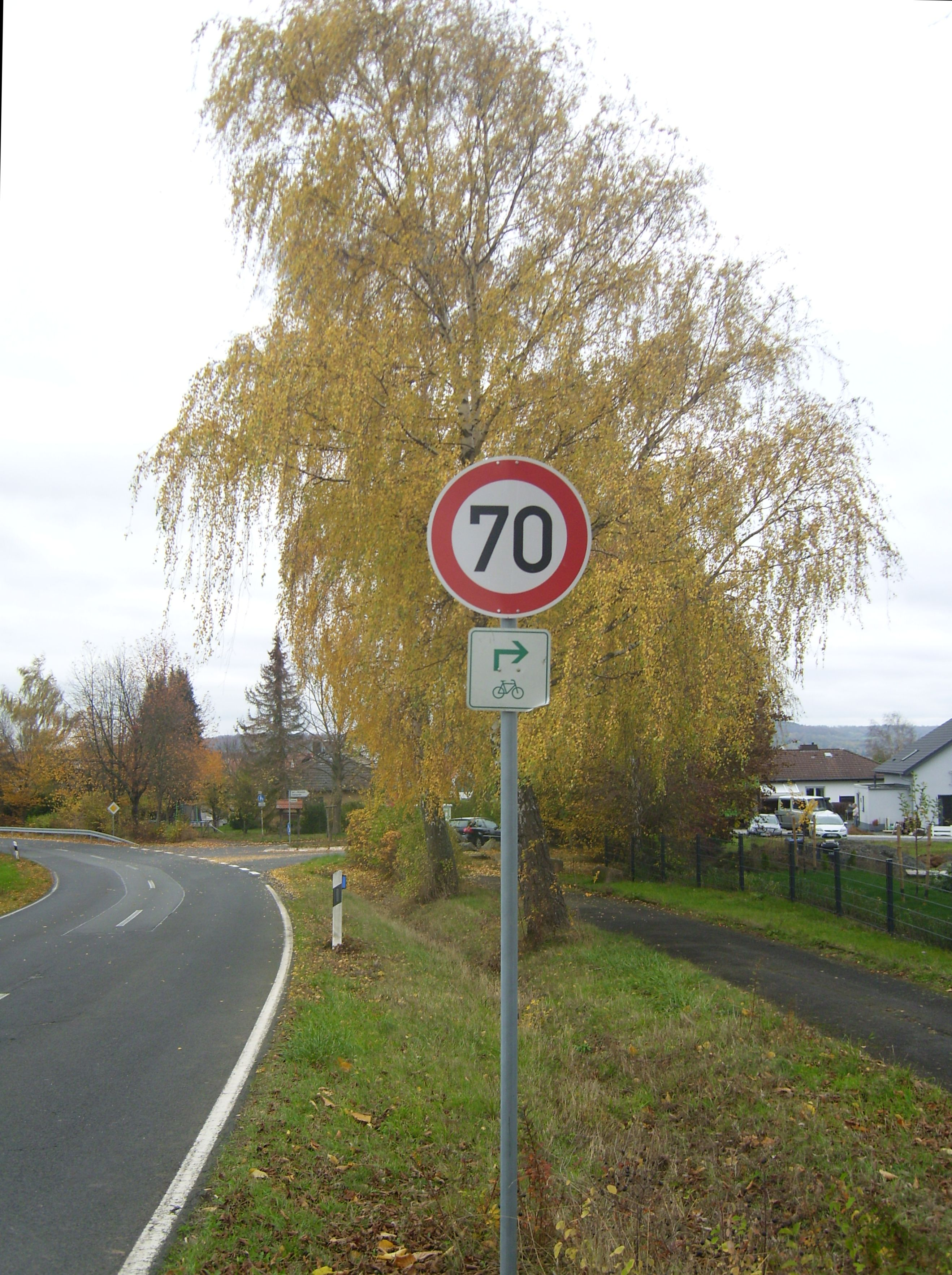
Radfahrer, die von Frauenberg kommend ins Wohngebiet Beltershausen-West abbiegen wollen, dürfen nicht schneller als 70 fahren.

### Gerichte seit 1821
Mit Edikt vom 29. Juni 1821 wurden in Kurhessen Verwaltung und Justiz getrennt. In Marburg wurde der Kreis Marburg für die Verwaltung eingerichtet und das Landgericht Marburg war als Gericht in erster Instanz für Beltershausen zuständig. 1850 wurde das Landgericht in Justizamt Marburg umbenannt. Nach der Annexion Kurhessens durch Preußen erfolgte am 1. September 1867 die Umbenennung des bisherigen Justizamtes in Amtsgericht Marburg. Auch mit dem Inkrafttreten des Gerichtsverfassungsgesetzes von 1879 blieb das Amtsgericht unter seinem Namen bestehen.

## Bevölkerung

### Einwohnerstruktur 2011
Nach den Erhebungen des Zensus 2011 lebten am Stichtag dem 9. Mai 2011 in Beltershausen-Frauenberg 927 Einwohner. Darunter waren 24 (2,6 %) Ausländer. Nach dem Lebensalter waren 159 Einwohner unter 18 Jahren, 378 zwischen 18 und 49, 213 zwischen 50 und 64 und 177 Einwohner waren älter. Die Einwohner lebten in 402 Haushalten. Davon waren 114 Singlehaushalte, 108 Paare ohne Kinder und 138 Paare mit Kindern, sowie 33 Alleinerziehende und keine Wohngemeinschaften. In 45 Haushalten lebten ausschließlich Senioren und in 156 Haushaltungen leben keine Senioren.

### Einwohnerentwicklung
| Quelle: | Historisches Ortslexikon                                                                                    |
| • 1502: | 7 Hausgesesse                                                                                               |
| • 1577: | 16 Hausgesessene                                                                                            |
| • 1630: | 14 Hausgesessene (5 vierspännige, 2 dreispännige, 1 zweispännige, 1 einspännige Ackerleute, 4 Einläuftige). |
| • 1681: | 14 hausgesessene Mannschaften.                                                                              |
| • 1838: | Familien: 24 nutzungsberechtigte, 16 nicht nutzungsberechtigte Ortsbürger, 8 Beisassen.                     |

| Beltershausen: Einwohnerzahlen von 1747 bis 2011 | Beltershausen: Einwohnerzahlen von 1747 bis 2011 | Beltershausen: Einwohnerzahlen von 1747 bis 2011 | Beltershausen: Einwohnerzahlen von 1747 bis 2011 | Beltershausen: Einwohnerzahlen von 1747 bis 2011 |
| --- | ------------------------------------------------ | ------------------------------------------------ | ------------------------------------------------ | ------------------------------------------------ |
| Jahr |                                                  |                                                  |                                                  | Einwohner                                        |
| 1747 | 1747                                             |                                                  | 159                                              | 159                                              |
| 1800 | 1800                                             |                                                  | ?                                                | ?                                                |
| 1834 | 1834                                             |                                                  | 309                                              | 309                                              |
| 1840 | 1840                                             |                                                  | 315                                              | 315                                              |
| 1846 | 1846                                             |                                                  | 305                                              | 305                                              |
| 1852 | 1852                                             |                                                  | 323                                              | 323                                              |
| 1858 | 1858                                             |                                                  | 310                                              | 310                                              |
| 1864 | 1864                                             |                                                  | 301                                              | 301                                              |
| 1871 | 1871                                             |                                                  | 275                                              | 275                                              |
| 1875 | 1875                                             |                                                  | 278                                              | 278                                              |
| 1885 | 1885                                             |                                                  | 304                                              | 304                                              |
| 1895 | 1895                                             |                                                  | 338                                              | 338                                              |
| 1905 | 1905                                             |                                                  | 328                                              | 328                                              |
| 1910 | 1910                                             |                                                  | 347                                              | 347                                              |
| 1925 | 1925                                             |                                                  | 450                                              | 450                                              |
| 1939 | 1939                                             |                                                  | 486                                              | 486                                              |
| 1946 | 1946                                             |                                                  | 718                                              | 718                                              |
| 1950 | 1950                                             |                                                  | 687                                              | 687                                              |
| 1956 | 1956                                             |                                                  | 638                                              | 638                                              |
| 1961 | 1961                                             |                                                  | 630                                              | 630                                              |
| 1967 | 1967                                             |                                                  | 646                                              | 646                                              |
| 1980 | 1980                                             |                                                  | ?                                                | ?                                                |
| 1990 | 1990                                             |                                                  | ?                                                | ?                                                |
| 2000 | 2000                                             |                                                  | ?                                                | ?                                                |
| 2011 | 2011                                             |                                                  | 927                                              | 927                                              |
| Datenquelle: Historisches Gemeindeverzeichnis für Hessen: Die Bevölkerung der Gemeinden 1834 bis 1967. Wiesbaden: Hessisches Statistisches Landesamt, 1968. Weitere Quellen: LAGIS; Zensus 2011 |                                                  |                                                  |                                                  |                                                  |

### Historische Religionszugehörigkeit
| Quelle: | Historisches Ortslexikon                                                                                        |
| • 1861: | 292 evangelisch-lutherische, 22 evangelisch-reformierte Einwohner. 2 Mitglieder abweichender Sekten.            |
| • 1885: | 298 evangelische (= 98,03 %), kein katholischer, 5 andere Christen (= 1,64 %), ein anderer (= 0,33 %) Einwohner |
| • 1961: | 571 evangelische (= 90,63 %), 52 katholische (= 8,25 %) Einwohner                                               |

### Historische Erwerbstätigkeit
| Quelle: | Historisches Ortslexikon |
| • 1747: | Erwerbspersonen: zwei Schmiede, vier Schneider, ein Maurer, ein Wirt, 11 Tagelöhner.                                                  |
| • 1838: | Familien: 24 Ackerbau, 13 Gewerbe, 11 Tagelöhner.                                                                                     |
| • 1961: | Erwerbspersonen: 134 Land- und Forstwirtschaft, 117 Produzierendes Gewerbe, 32 Handel und Verkehr, 37 Dienstleistungen und Sonstiges. |

## Politik
Für Beltershausen-Frauenberg besteht ein Ortsbezirk mit Ortsbeirat und Ortsvorsteher nach der Hessischen Gemeindeordnung. Er umfasst das Gebiet der ehemaligen Gemeinde Beltershausen.
Der Ortsbeirat Beltershausen-Frauenberg  besteht aus fünf Mitgliedern. Bei den Kommunalwahlen in Hessen 2021 betrug die Wahlbeteiligung zum Ortsbeirat 63,69 %. Alle Kandidaten gehörten der „Offenen Liste Beltershausen“ an. Der Ortsbeirat wählte Holger Erkel zum Ortsvorsteher.

## Dorfbild

Der Sinnesgarten im Spätsommer 2021 bei Goldrutenblüte und das Bürgerhaus; rechts im Hintergrund der Frauenberg

Das eigentliche, von Fachwerkhäusern geprägte Kerndorf mit der Bartholomäuskirche liegt im Osten des heutigen Beltershausen. In dessen Norden wiederum liegt die alte Schule und, südwestlich davon, das Bürgerhaus. Zwischen beiden entstand, auf dem 1500 m² großen Gelände des alten Friedhofs, 2015 für rund 115.000 Euro ein Sinnesgarten, der in den Hugenotten- und Waldenserpfad integriert ist.